# 郗堌堆遗址
郗堌堆遗址，位于山东省菏泽市曹县普连集镇郗庄村，是中华人民共和国山东省文物保护单位之一。
1992年6月12日，授予山东省文物保护单位，是一座古遗址。